# Комиссия по ценным бумагам Республики Сербской
Комиссия по ценным бумагам Республики Сербской (серб. Комисија за хартије од вриједности Републике Српске, КХВРС, босн. и хорв. Komisija za hartije od vrijednosti Republike Srpske, KHVRS) является регулятором финансовых услуг в Республике Сербской, образовании в составе Боснии и Герцеговины. Расположен в городе Баня-Лука.
В 1992 году Босния и Герцеговина разделилась на два энтитета: населённая боснийскими сербами Республика Сербская и боснякско-хорватская Федерация Боснии и Герцеговины. Обе взяли на себя ответственность за регулирование и развитие рынков капитала на собственных территориях. В июне 1998 года Национальное собрание Сербской Республики приняло Закон о рынке ценных бумаг, который предусматривал создание Комиссии по ценным бумагам. Юрисдикция комиссий ограничена территорией, контролируемой Сербской Республикой в пределах Боснии и Герцеговины. Эквивалентным агентством Федерации является «Комиссия по ценным бумагам Федерации Боснии и Герцеговины» (босн.  Komisija za vrijednosne papire Federacije Bosne and Hercegovina).

## Цели
Задачами Комиссии являются:
- поддержка создания и развития рынков ценных бумаг;
- эффективное функционирование регулируемого, справедливого, открытого рынка ценных бумаг;
- защита интересов инвесторов и других участников рынка.

## Роли и обязанности
Комиссии делегированы следующие полномочия:
- принимать положения об операциях на рынке ценных бумаг;
- прописывать условия, способ выпуска и торговли ценными бумагами, распределенными посредством публичной оферты;
- лицензировать и контролировать инвестиционные фонды, управляющие инвестиционные фонды и других участников рынка ценных бумаг;
- следить за соблюдением правил и добросовестной конкуренции в торговле ценными бумагами;
- обеспечение эффективного функционирования рынка ценных бумаг и защита интересов инвесторов;
- приостанавливать выпуск и продажу определенных ценных бумаг и предпринимать другие действия в случае манипуляций во время торговли.

## Организация
Комиссия состоит из председателя, заместителя председателя и трех других уполномоченных, назначаемых Национальным собранием Республики Сербской по предложению правительства. Уполномоченные назначаются на 5-летний срок.

## Законы и правила
С момента своего создания комиссия приняла следующие законы:
- Investment Funds Act (Официальный вестник РС 92/06, опубликован 22 сентября 2006 г.)
- Securities Market Law (Официальный вестник РС 92/06, опубликован 22 сентября 2006 г.)
- Law on takeovers (Официальный вестник РС 64-II/02, опубликован 14 октября 2002 г.)
- Law on privatisation investment funds and privatisation fund companies (Официальный вестник РС 67/05, опубликован 15 июня 2000 г.)

## Информационные технологии
Веб-сайт Комиссии существует с 2006 года, но с сентября 2007 года начала функционировать полнофункциональная версия. На новом веб-сайте представлен «доступ» ко всем общедоступным базам данных, например, информация о всех участниках рынка (эмитентах, брокерских фирмах, инвестиционных фондах, кастодиальных банках, брокерах, инвестиционных / портфельных управляющих и инвестиционных консультантах), выпусках новых акций), прошлые и текущие слияния (mergers), а также доступ ко всем законам, положениям, стандартам, руководствам и решениям, принятым Комиссией.
В январе 2009 года Комиссия предоставила информационную систему электронного сбора данных — EPI (сербский язык: Elektronsko Prikupljanje Informacija), аналогичную Комиссии по ценным бумагам и биржам США (EDGAR). На первом этапе Комиссия собирает отчеты в цифровом формате от брокерских фирм, депозитарных банков, фондовых бирж и центрального реестра ценных бумаг, а на втором этапе, который запланирован на середину 2009 года, Комиссия планирует представить систему электронного сбора данных для инвестиционных фондов. и их управляющие компании, а также банки депозитов ценных бумаг. Последний этап разработки будет включать в себя публикацию всех публичных отчетов и разработку веб-интерфейса для анализа этой информации.